# Meningie
Meningie är en ort i Australien. Den ligger i kommunen The Coorong och delstaten South Australia, omkring 110 kilometer sydost om delstatshuvudstaden Adelaide.
Trakten runt Meningie är nära nog obefolkad, med mindre än två invånare per kvadratkilometer.. 
Trakten runt Meningie består till största delen av jordbruksmark. Genomsnittlig årsnederbörd är 584 millimeter. Den regnigaste månaden är juni, med i genomsnitt 99 mm nederbörd, och den torraste är december, med 18 mm nederbörd.